# Lex Julia
Lex Julia (на латински: Lex Julia; lex Iulia; plural: Leges Juliae/Leges Iuliae) е закон на късната Римска република на Юлиите, особено на Гай Юлий Цезар и Август.
- Lex Iulia de Civitate Latinis Danda на Луций Юлий Цезар (консул 90 пр.н.е.), по времето на Римските граждански войни на италиките римско гражданство.

От Цезар произлизат:
- Lex agraria („аграрен закон“): 59 пр.н.е. се издават 2 закона за земите, за подялбата на Кампания.
- Lex de repetundis: 59 пр.н.е., закон за управлението на римските провинции.
- Lex Vatinia de imperio Caesaris („за командото на Цезар“): определя 59 пр.н.е. провинциите, които ще са подчинени за 5 години на Цезар след консулството му.
- Lex Licinia Pompeia 55 пр.н.е. на консулите Марк Лициний Крас и Гней Помпей: Удължаване на галското управление на Цезар с 5 години
- Lex municipalis: 45 пр.н.е. определя правата на съсловията на Римската империя.

От Август произлизат:
- Lex Iulia de Ambitu / Lex de adulteriis coërcendis („за избягването на брачните изневери“): 18 пр.н.е.
- Lex iudiciorum publicorum et privatorum („за държавните и частни съдилища“).
- Lex de maritandis ordinibus („за задължението за женитба на съсловията“): 18 пр.н.е. съдържа брачни забрани, правила и санкции против неженените. (сравни: Lex Iulia et Papia)